# Geisha

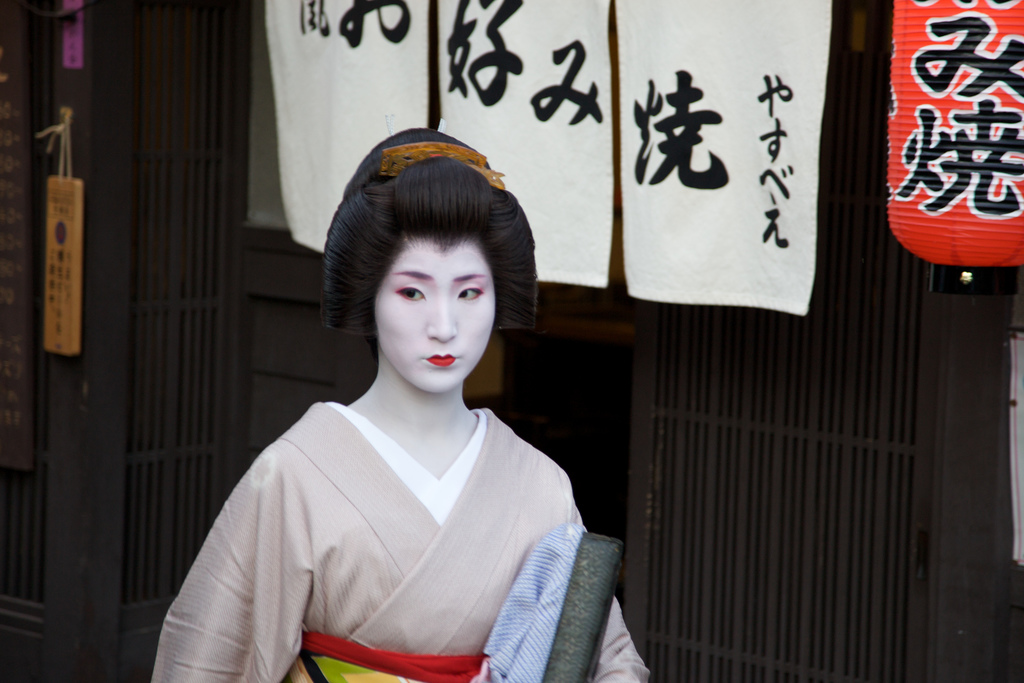
Geisha Hisano (Kyoto)

Una geisha o gueixa (en japonès, 芸者) és una dona que dedica la seva vida a totes les arts tradicionals japoneses. Són dones japoneses, però hi ha una dona occidental que va aconseguir arribar a ser geisha: Liza Dalby.
El seu origen es creu que rau en els «barris del plaer» que hi havia abans al Japó, ja que la prostitució en un principi era legal, però en aquests barris també es trobaven músics, ballarins i ballarines que més tard s'unirien per crear les geishes, que van començar sent homes, però que de mica en mica es van veure desplaçats per dones.
Comencen la seva feina durant la nit i l'acaben a la matinada; bàsicament assisteixen a banquets i festes d'homes de negocis (el preu per contractar una geisha és molt elevat, uns 800 € l'hora) i amb la seva conversa i el seu domini de gairebé tots els temes alegren els llocs on assisteixen. Una maiko és una aprenent de geisha.
Cal destacar que les geishes no són prostitutes, el fet de ser relacionades amb això cal buscar-lo en els soldats americans que durant la Segona Guerra Mundial van ocupar el Japó, i per tal de destacar les prostitutes es disfressaven de geishes.

## Representacions tradicionals
Les geishes entretenen els seus convidats amb una combinació d'habilitats tant d'amfitriona com de conversació, a més de les seves habilitats en les tradicionals arts japoneses - dansa, música i cant. Abans de prendre la decisió de començar una carrera de geisha, normalment s'espera que els novells mostrin interès per l'art, així com una mica d'experiència. Com que el nombre de geishes ha disminuït durant dècades, això ja no és una condició estrictament obligatòria. Algunes okiyes contractaran reclutes sense experiència prèvia, amb l'expectativa que algunes geishes joves, malgrat tenir ja certa experiència, comencin les seves lliçons des de zero.
Totes les geishes han d'aprendre a tocar el shamisen, juntament amb instruments addicionals que sovint acompanyen el shamisen, com el ko-tsuzumi (un petit tambor de mà) i la fue (flauta), durant la formació, així com mentre es dediquen a aprendre danses tradicionals japoneses; tanmateix, després d'obtenir l'estatus de geisha, són lliures de triar a quina art volen dedicar-se principalment. Les geishes que es dediquen a la música són conegudes com a jikata. Algunes geishes no només ballen i toquen música, sinó que també escriuen poemes, pinten quadres o componen música.
Tot i que la imatge de les geishes com a intèrprets hàbils és ben coneguda, sovint es passa per alt la seva destresa en l'art de la conversa. A més de les seves danses i melodies, les geishes són molt capaces de dur a terme diàlegs captivants i substancials amb els seus patrons.

### Actuacions públiques
Tot i que tradicionalment les geishes duien una vida retirada, en els darrers anys han esdevingut més visibles per al públic, i els entreteniments s'han fet accessibles sense requerir la presentació i les connexions tradicionals.
La forma més notable d'això són les danses públiques, o odori (escrites tradicionalment en kana com をどり en lloc del modern おどり), en què participen tant les maiko com les geishes. Totes les hanamachi de Kyoto les celebren anualment (majoritàriament a la primavera, una exclusivament a la tardor), començant des de l'exposició a Kyoto de l'any 1872.